# طويقان رمادي الحنجرة
طويقان رمادي الحنجرة (الاسم العلمي:Aulacorhynchus griseigularis) (بالإنجليزية: Grey-throated Toucanet)‏ هو نوع من الطيور يتبع جنس الطويقان الأخضر من الفصيلة الطوقانية.